# Márcio (jogador de futsal)
Márcio Roberto Brancher (Videira, 21 de maio de 1967) é um ex-jogador brasileiro de futsal, que atuava na posição de fixo. Márcio fez parte da Seleção Brasileira de Futsal que conquistou o terceiro título mundial em 1996.